# Ambaghai
Ambaghai oder Hambaqai Khan (ᠠᠮᠪᠠᠭᠠᠢ, mongolisch Амбагай хан, chinesisch 俺巴孩; ? – gest. 1156) war ein Häuptling (Khan) der Khamag-Mongol-Föderation. Er war der Nachfolger seines Cousins Khabul Khan (Хабул хан; 合不勒) und einer der Urenkel von Khaidu Khan, sowie der Cousin und Vorgänger von Hotula Khan (Qutula Khan). Er war Anführer des Taichiud-Clans (Тайчууд), einem der Zweige der Borjigin, und auch ein Enkel und Nachfolger von Charaqai Lingqum.

## Leben

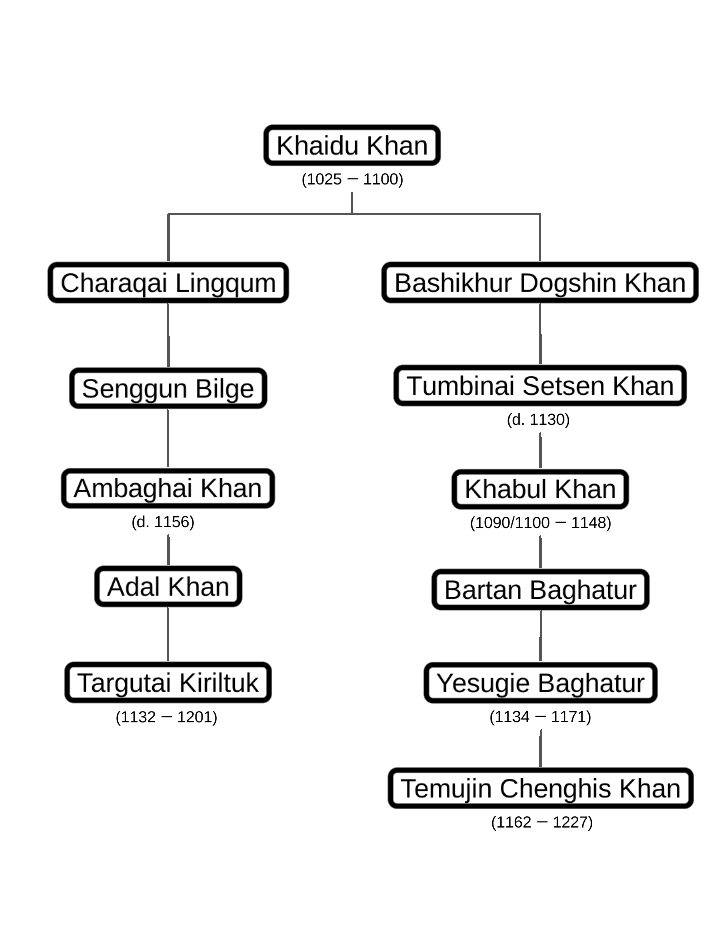
Ahnentafel der Tayichud

Ambaghai war der Sohn von Sorqaduqtu China, einem Sohn von Charaqai Lingqum, der wiederum der Sohn von Khaidu Khan war. Sein Vater wird in der Geheimen Geschichte der Mongolen als Senggüm Bilge erwähnt. Als Mitglied des jüngeren Zweiges des Borjigin-Clans war er Herrscher des Tayichud-Stammes und später Khan der Khamag Mongol-Föderation. Raschīd ad-Dīn schreibt, Ambaghai trat die Nachfolge von Khabul Khan an, da er der Älteste in der Linie der Borjigiden war. Gegen Ende seiner Herrschaft wurde er zusammen mit Khabul Khans Sohn Tödö’en Otchigin von Tataren gefangen genommen, als er auf einer Reise war, um seinen Sohn Qadaan Taishi mit einer Tochter des Häuptlings der Airu’ut-Tataren zu verheiraten. Tatsächlich geschah dies auf Befehl der Jurchen-Jin-Dynastie als Reaktion auf die wachsende Macht der Mongolen. Er wurde in die Jin-Hauptstadt Zhongdu (中都) gebracht, gekreuzigt und dann zu Tode gehackt. Quellen geben keine genauen Daten zu Ambaghais Herrschaft oder seinem Todesdatum an. Nach den Berechnungen von Chih-Shu Eva Cheng starb er ca. 1156 zur gleichen Zeit wie Marcus, Khan der Naimanen und Vater von Cyriacus Buyruk Khan. Während Christoph Baumer angibt, dass er von 1146 bis 1156 regierte. Sein Nachfolger wurde sein Cousin Hotula Khan.
Sein Sohn Qadaan Taishi war de facto Häuptling der Tayichud und schloss sich Hotula Khan zu seiner Kampagne gegen die Tataren an. Aber er wurde in den 1160ern vergiftet, wahrscheinlich durch seine eigenen Brüder und Cousins im Zuge von Nachfolgekämpfen. Auf Qadaan folgte offenbar Targutai Kiriltuk, der in der Folge ein Rivale von Dschinghis Khan.
1211 löste Dschinghis Khan den Mongolen–Jin-Krieg (蒙金戰爭) aus und eroberte die Jin-Dynastie, als Rache für die Entführung von Ambaghai und seine Hinrichtung.
Ambaghai hinterließ mehrere Söhne von seinen zwei Frauen Orbei und Sokhatai:
1. Adal Khan
  1. Targutai Kiriltuk (gest. 1201) — Häuptling der Tayichuds und Rivale von Dschinghis Khan.
2. Au’chu Baghatur
3. Qadaan Taishi
4. Quril Baghatur
5. Töda’a — ein Unterhäuptling der Tayichud während der Regierung von Dschinghis Khan.[2]
6. Qodun Orchang
7. Bakhachi
8. Udor Bayan